# علي حمد جعفر

## نبذة عنه
الشيخ علي حمد جعفر هو الزعيم الراحل لعشيرة آل جعفر في لبنان الذي عين عام 1991م في المقعد النيابي اللبناني الشاغر في بعلبك الهرمل والذي خلا بوفاة صبري حمادة. كان رحمه الله يمثل عشيرته في المصالحات التي تعقد بين الأطراف المتخاصمين وله في ذلك فضل لا ينكر.

## «قداسة» فؤاد شهاب
أقام عهد الرئيس فؤاد شهاب بدءاً من الستينات علاقات مباشرة بين العشائر والدولة من خلال الأجهزة الأمنية، فركز في تعاطيه والعشائر أولاً على الصعيد الخدماتي فشق طرق المنطقة وأوصل مياه الشفه اليها. وعلق الشيح علي حمد جعفر بقوله:
«إن الرئيس فؤاد شهاب له الفضل على العشائر، إستوعبنا وعمل من أجلنا، نعتبره قديساً وطاهراً
.»

## وفاته
توفي الشيخ علي حمد جعفر في 6 شباط 2012 وشيع جثمانه في مدينة الهرمل اللبنانية في 7 شباط 
في حضور النائب نوار الساحلي ممثلا رئيس الجمهورية اللبنانية العماد ميشال سليمان ورئيسي مجلس النواب نبيه بري والوزراء نجيب ميقاتي، وممثلين لقائد الجيش العماد جان قهوجي والاحزاب الوطنية والاسلامية ورجال دين، ورؤساء بلديات واتحاد بلديات ومخاتير من عكار والقرى السورية المجاورة وعشائر عائلات البقاع الشمالي والهرمل والجوار.

## قالوا في رثائه
تناولوا في رثائهِ التنويه بتاريخه الطويل على طريق الخير والإصلاح، وعلى مواقفهِ وحرصه على الوحدة الوطنية والإسلامية والعربية، فكان رجل المهمات الصعبة.